# Elisa Zaldívar
Elisa Zaldívar es una deportista cubana que compitió en piragüismo en la modalidad de aguas tranquilas. Ganó dos medallas en los Juegos Panamericanos, bronce en 1987 y oro en 1991.

## Palmarés internacional
| Juegos Panamericanos | Juegos Panamericanos          | Juegos Panamericanos | Juegos Panamericanos |
| Año                  | Lugar                         | Medalla              | Competición          |
| -------------------- | ----------------------------- | -------------------- | -------------------- |
| 1987                 | Indianápolis (Estados Unidos) | Medalla de bronce    | K4 500 m             |
| 1991                 | La Habana (Cuba)              | Medalla de oro       | K4 500 m             |